# Jerzy Pomianowski
Jerzy Pomianowski, né Jerzy Birnbaum à Łódź le 13 janvier 1921 et mort à Cracovie le 29 décembre 2016 , est un écrivain polonais, essayiste spécialiste de l'histoire de l'Europe de l'Est, critique de théâtre, scénariste, traducteur littéraire du français, du russe et de l'allemand en polonais.

## Biographie
Jerzy Birnbaum est né dans une famille de juifs assimilés, fils de Stanisław Birnbaum (mort en 1959), technicien dans une usine textile, et de Janina née Kilger (morte en 1960), professeure de polonais. Il est le petit-fils du chazan et compositeur Abraham Ber Birnbaum (pl) (1865-1923) et le neveu de l'actrice Helena Gruszecka (pl) (1901-1982) et de l'écrivain Mieczysław Birnbaum (pl) (1889-1940). Ses parents, comme lui-même ont pris le nom de Pomianowski après la Seconde Guerre mondiale.
Il fait ses débuts en 1937 (sous le pseudonyme de Dyonizy Aczkolwiek) dans Próby, publie ses premiers articles et ses premières traductions littéraires dans Szpilki (pl). Il est également chroniqueur pour le magazine Młodzi idą (« La Jeunesse en marche », organe de l'Organisation de la jeunesse de l'Association de l'Université des travailleurs OM TUR). En 1938, il achève sa scolarité secondaire au lycée de garçons Społeczne Polskie Gimnazjum Męskie (pl) où il a pour professeurs Mieczysław Jastrun et Tadeusz Landecki (pl) et parmi ses camarades Jerzy Jochimek (pl). Il commence des études de philosophie à l'université de Varsovie (suivant notamment les cours de Tadeusz Kotarbiński).
Après le déclenchement de la Seconde Guerre mondiale, il fuit vers la zone occupée par les Soviétiques. Il doit aller travailler dans les mines du Donbass. Après l'attaque allemande de l'Union soviétique en 1941 il part au Tadjikistan, où il commence des études de médecine à Stalinabad et se retrouve à travailler en salle de dissection.
Dans les années 1944-1946 il travaille pour l'agence de presse PAP Polpress à Moscou et écrit, entre autres, dans Nowe Widnokręgi (en) (l'organe de l'Union des patriotes polonais (pl)). En 1946, il est rapatrié en Pologne et rejoint le PPR. Il repart pour l'Union soviétique en tant que correspondant de presse. En 1947, il obtient son diplôme à la Première Université de médecine Ivan Setchenov de Moscou.
Dans les années 1947-1951, il dirige le service de presse et de propagande pour la santé au ministère de la Santé (dirigé alors par le docteur Tadeusz Michejda (en)). Dans les années 1951-1958 il est à la tête de la revue de théâtre « Nowa Kultura », et enseignant à la Faculté de journalisme de l'Université de Varsovie. Il collabore, entre autres, à l'hebdomadaire Świat. Dans les années 1958-1961, il est directeur littéraire du Théâtre National puis de 1961 à 1968 directeur du studio de cinéma Syrena (pl).
En 1966 il démissionne du Parti ouvrier unifié polonais en signe de protestation contre l'exclusion du professeur Leszek Kołakowski.

### Les années d'exil
En février 1969 à la suite de la vague d'antisémitisme amorcée après les événements de mars 1968, privé de travail et interdit de publication, il s'exile en Italie où il enseigne à l'Académie nationale d'art dramatique (Accademia nazionale d'arte drammatica) de Rome. Il reçoit une bourse du ministère italien des Affaires étrangères (1971-1973). À partir de 1974, il enseigne la littérature polonaise aux universités de Bari, de Florence et de Pise. Il collabore à des publications françaises et italiennes, et comme conseiller des éditions e/o (it) (éditeurs de nombreux ouvrages polonais). Il collabore avec le mensuel Kultura, traduisant pour l'Instytut Literacki à Maisons-Laffitte (sous le pseudonyme de Michał Kaniowski) les œuvres des dissidents russes, comme Andrei Sakharov et Alexandre Soljenitsyne (notamment les trois volumes de L'Archipel du Goulag, également diffusés par la station de radio en polonais Radio Free Europe). Il traduit d'autres œuvres de la littérature russe et soviétique : Isaac Babel, Mikhaïl Boulgakov, Anton Tchekhov, Evgueni Schwarz, Léon Tolstoï, Anna Akhmatova, Ossip Mandelstam, Leonid Martynov, ainsi que de langue allemande, par exemple, Erich Kästner, Klabund et Erich Mühsam.

### Le retour en Pologne
Il revient définitivement en Pologne en 1994 et publie dans Tygodnik Powszechny, Gazeta Wyborcza et Rzeczpospolita. Encouragé par Jerzy Giedroyc il fonde en 1999 et rédige le magazine mensuel Novaya Polcha (pl) (Новая Польша).
Il était membre de plusieurs associations d'écrivains comme le PEN Club polonais et l'un des fondateurs de l'Union des écrivains-médecins polonais (qu'il préside de 1967 à 1969).
Marié deux fois (à Anna Rembacz puis à Aleksandra Kurczab (pl)). Il a vécu à Cracovie et Varsovie.

## Publications

### Prose
- Faryzeusze i grzesznik (comédie écrite avec M. Wolina, Czytelnik 1950)
- Z widowni. Seria I (scènes de théâtre ; Czytelnik 1953, 1955)
- Koniec i początek (roman ; Wyd. Ministerstwa Obrony Narodowej 1955, 1958, 1961, 1965)
- Więcej kurażu. Z widowni. Seria II (scènes de théâtre ; Czytelnik 1956)
- Sezon w czyśćcu. Z widowni. Seria III (scènes de théâtre ; Czytelnik 1960)
- Antrakt. Z widowni. Seria IV (scènes de théâtre ; Wyd. Artystyczne i Filmowe 1963)
- Doktor Antoni Czechow przyjmuje: widowisko komediowe(Ludowa Spółdzielnia Wydawnicza 1965)
- Babel (une monographie, La nuova Italia, Firenze 1973)
- Guida alla moderna letteratura polacca: con annessa Antologia di poeti polacchi contemporanei (traduction de Paolo Statuti; Roma, Bulzoni 1973)
- Msza za miasto Arras (Messa per la citta di Arras) A. Szczypiorski (élaboration J. Pomianowski, trad. Claudio Madonina, Europa Orientalis, 1983)
- Zeznanie (pod. ps. Michał Kaniowski, Varsovie: Res Publica, 1989)
- Sodoma i Odessa: wariacje, domysły i piosenki na temat opowiadań odeskich (Czytelnik 1993,  (ISBN 83-07-02177-4))
- Biegun magnetyczny (essais, Varsovie : Krąg 1995)
- Ruski miesiąc z hakiem (Wyd. Dolnośląskie 1997,  (ISBN 83-7023-582-4))
- Na wschód od Zachodu: jak być z Rosją? (Rosner & Wspólnicy 2004,  (ISBN 83-89217-58-9))
- Wybór wrażeń (Presses de l'UMCS 2006)
- К востоку от Запада (Moscou, éd. MIG 2006)

### Traductions
- Płody edukacji Léon Tolstoï (mise en scène . W.Krzemiński, Teatr im. J.Słowackiego, Cracovie, 1952)
- Żywy trup Léon Tolstoï (mise en scène A. Gąssowski, Teatry Dramatyczne, Teatr Polski, Poznań, 1954)
- Człowiek i cień Evgueni Schwarz (mise en scène A. Witkowski, Teatry Dramatyczne, Teatr Polski, Wrocław, 1959)
- Baśń o zmarnowanym czasie Evgueni Schwarz (mise en scène W. Dobromilski, Teatr Lalek „Pleciuga”, Szczecin, 1963)
- Dwa klony Evgueni Schwarz (mise en scène J. Ziemińska, Teatr Ziemi Krakowskiej im. L. Solskiego, Tarnów, 1963)
- Zmierzch Isaac Babel (mise en scène B. Korzeniewski, Teatr Ateneum im. S. Jaracza, Warszawa, 1967)
- O szkodliwości palenia tytoniu Anton Tchekhov (mise en scène J. Antczak, Teatr Telewizji 1971)
- Potęga ciemnoty Léon Tolstoï (mise en scène E. Axer, Teatr Współczesny Varsovie, 1971)
- Szkarłatna wyspa Mikhaïl Boulgakov (Wydawnictwo Krąg, Varsovie 1981)
- Przed sklepem jubilera (La botega dell’orefice) Karol Wojtyła (traduit avec Aleksandrą Kurczab, Cité du Vatican : Libr. Ed. Vaticana, 1986)
- Archipelag GUŁag. 1918-1956. Próba analizy literackiej (traduction publiée sous le pseudonyme de Michał Kaniowski; introduction : H. Boell, Przedr. 1re édition à Paris Instytut Literacki 1983 (diffusé en samizdat); première édition officielle en Pologne, Varsovie : Wydawnictwo „PoMOST” 1988)
- Historia jednego konia I. Babel (choix : Z. Fedecki; Varsovie : Czytelnik, 1988)
- Straszna noc i inne opowiadania A. Czechow (Wybór i wstęp René Śliwowski, tł.: Irena Bajkowska, Jan Brzechwa, Janina Brzechwa, J. Brzęczkowski, Maria Dąbrowska, N. Gałczyńska, J. Iwaszkiewicz, Z. Kaczorowska, M. Mongirdowa, J. Pomianowski, A.Wat, J. Wyszomirski; Varsovie : Książka i Wiedza, 1989)
- Dziennik 1920 I. Babel (Varsovie: Czytelnik, 1990)
- Pietruszka według anonima rosyjskiego (Sztuka teatralna, adapt. Wł. Fełenczak. Reż. Wiesław Cichy, Teatr Lalki i Aktora im. A. Smolki, Opole 1991)
- Sodoma i Odessa Wariacje, domysły i piosenki na temat „Opowiadań odeskich” Izaaka Babla (Sodoma e Odessa. Variazioni drammatiche su un tema di Isaak Babael, tł. Riccardo Landau, P. Statuti, Firenze : Giuntina, 1992) – wydanie polskie : Varsovie, Czytelnik, 1993
- O szkodliwości tytoniu A. Czechow (Sztuka teatralna, reż. T. Zygadło, 1993)
- Molier, czyli zmowa świętoszków M. Bułchakow (Sztuka teatralna, reż. M. Wojtyszko, 1993)
- Szkarłatna wyspa Utwory dramatyczne M. Bułhakow (Tł.: W. Dąbrowski, I. Lewandowska, A. Mandalian, A. Minkowski, J. Pomianowski, E. Rojewska-Olejarczuk; Warszawa: Muza 1994)
- Czarnym słońcem oślepiony: Wiersze O. Mandelstam (sélection et introdiction Z. Jerzyna, tł.: S. Barańczak, Gina Gieysztor, Paweł Hertz, Mieczysław Jastrun, Kazimierz Andrzej Jaworski, Maria Leśniewska, Andrzej Mandalian, Artur Międzyrzecki, Seweryn Pollak, Jerzy Pomianowski, Jarosław Rymkiewicz, Włodzimierz Słobodnik, Wiktor Woroszylski, Bohdan Zadura; Varsovie : Wydawnictwo Bohdana Wrocławskiego 1994)
- Opowieści ucieszne récits de Tchekhov (Varsovie : Rytm, 1994)
- Portret własny: récits d'I. Babel René Śliwowski (Wyd. Pomorze, Bydgoszcz 1994)
- Kontrabanda Wybór przekładów wierszem poezji rosyjskiej (Cracovie : Oficyna Literacka, 1995)
- Krąg pierwszy Alexandre Soljenitsyne (Tł. pod ps. Michał Kaniowski, Varsovie : Czytelnik 1996)
- Królowa matka M. Santanelli (Sztuka teatralna, reż. A. Glińska, Krakowski Teatr Scena STU, Cracovie, 1997)
- Klonowi bracia Evgueni Schwarz (reż. Jacek Popławski, Śląski Teatr Lalki i Aktora „Ateneum” Katowice, 2008)

### Scénarios
- Godziny nadziei, (1955)
- Wiano (scenario, dialogues), (1963)
- Szkice warszawskie, (1969)